# Gunnarsjö
Gunnarsjö är kyrkbyn i Gunnarsjö socken i Varbergs kommun i Hallands län i Västergötland. Gunnarsjö är beläget cirka 4 kilometer öster om Kungsäter och cirka 45 kilometer nordost om Varberg via Lindberg–Stamnared. 
Av Gunnarsjö kyrka är betydande delar från äldre medeltiden.